# Medoc noir
A medoc noir vagy kékmedoc francia eredetű vörösborszőlő fajta. Bordeaux-ból származik. A feltételezések szerint a francia mornen noir magyar megfelelője, de genetikai vizsgálatok arra utalnak, hogy két különböző fajtáról van szó, így a szőlő fajta - bár valóban francia eredetű - mára már csak Magyarországon lelhető fel. Az országba Mathiász János hozta be.

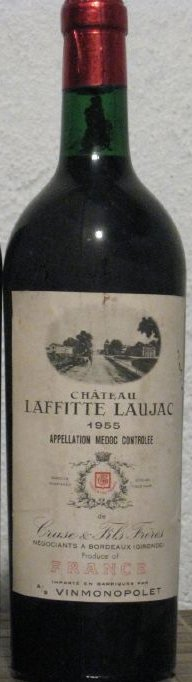
Medoc – Franciaországból

## Leírása
Levele fényes és csupasz, színe világoszöld. Fürtje apró tömött, bogyói gömbölyűek, sötétkékek, muskotályos ízűek.
Korai érésű fajta, szeptember első felében szüretelhető.
Hátrányos tulajdonságai: Keveset terem és erősen rothad. Rendszeresen nagy darázskár éri. Fagyérzékeny. Az Egri borvidéken termesztették, napjainkban már csak ritkán telepítik.
Bora minőségi száraz, rubinvörös színű, rózsás illatú, fűszeres bor, melynek félédes változata is létezik. A hazai választékból kiemelkednek a Dúzsi Rose 2008, és az Egri kékmedoc borok.